# Orbicella annularis
Espèce
Orbicella annularis est une espèce de coraux appartenant à la famille des Merulinidae.